# Éternité (chanson)
Pour les articles homonymes, voir Éternité (homonymie).
Singles de Elsa
À quoi ça sert (Octobre 2004) Oser (Juin 2008)
Éternité est le 24e single d'Elsa.
Il s'agit d'une reprise de la chanson de 1972 de Johnny Nash, I can see clearly now, déjà reprise en français sous le titre Toi et le soleil, notamment par Claude François.
C'est Étienne Daho, un ami proche d'Elsa, avec qui elle avait déjà fait un duo sur l'album De lave et de sève, qui lui proposera cette chanson, qu'elle acceptera immédiatement.
La chanson servira de promotion à ses concerts à venir à L'Européen en septembre.

## Supports commerce
- CD monotitre promotionnel
  - Piste 1 : Éternité   2:47

- CD 2 titres promotionnel (sous le titre Éternité Remix)
  - Piste 1 : Éternité  (Mako club mix)  2:47
  - Piste 2 : Éternité  (Alternative mix)  2:51

- Téléchargement légal des trois titres ci-dessus

La chanson est présente sur le CD et DVD Connexion Live enregistré à L'Européen en septembre 2005.